# UCI WorldTour 2021
Die UCI WorldTour 2021 war die 11. Ausgabe der höchsten Rennserie im Straßenradsport der Männer.
Die UCI WorldTour 2021 sollte nach den ursprünglichen Planungen der Union Cycliste Internationale 33 Etappen- und Eintagesrennen auf drei Kontinenten, darunter die dreiwöchigen Grand Tours Tour de France, Giro d’Italia und Vuelta a España, sowie wichtige Klassiker, darunter die fünf Monumente des Radsports Mailand–Sanremo, Flandern-Rundfahrt, Paris–Roubaix, Lüttich–Bastogne–Lüttich und Lombardei-Rundfahrt. Die Wettbewerbe fanden von Februar bis Oktober 2021 statt.
Ende Juli 2020 veröffentlichte die UCI den Kalender der WorldTour 2020, in dem die Kalifornien-Rundfahrt und der Prudential RideLondon & Surrey Classic nicht mehr aufgeführt waren. Aufgrund der Auswirkungen der COVID-19-Pandemie wurden die für Januar 2021 vorgesehenen australischen Rennen Tour Down Under und das Cadel Evans Great Ocean Road Race noch vor Beginn der Serie aus dem Kalender der WorldTour gestrichen. Eschborn-Frankfurt war ursprünglich traditionell für den 1. Mai vorgesehen und wurde im März auf den 19. September verschoben. Am 1. April 2021 wurde bekanntgegeben, dass Paris-Roubaix ebenfalls pandemiebedingt auf den 3. Oktober verschoben werde. Pandemiebedingt wurden im Juni die für September vorgesehenen kanadischen Rennen Grand Prix de Montréal und Grand Prix de Québec abgesagt. Es folgte aus demselben Grund die Absage der Cyclassics Hamburg und der Tour of Guangxi.
Startberechtigt waren die besonders lizenzierten UCI WorldTeams, die bei allen Rennen, die bereits 2016 im Kalender standen, auch zum Start verpflichtet waren. Aufgrund einer Reform des Straßenradsports waren außerdem aufgrund der sportlichen Ergebnisse ausgewählte UCI ProTeams zum Start berechtigt, aber nicht verpflichtet. Für die Saison 2021 qualifizierte sich Alpecin-Fenix auf diese Weise für alle Rennen und Arkéa-Samsic für die Eintagesrennen der WorldTour. Weitere UCI ProTeams konnten durch den jeweiligen Veranstalter eines Rennens nach dessen Wahl eingeladen werden. Mit Genehmigung des Professional Cycling Council war außerdem ein Nationalteam des Gastgeberlandes zur Teilnahme berechtigt.

## Rennen
| Datum (ursprüngliche Planung) | Rennen                               | Punkte | Sieger                      |
| ----------------------------- | ------------------------------------ | ------ | --------------------------- |
| 21.–27. Februar               | UAE Tour (Details)                   | 0300   | Tadej Pogačar (UAD)         |
| 27. Februar                   | Omloop Het Nieuwsblad (Details)      | 0300   | Davide Ballerini (DQT)      |
| 6. März                       | Strade Bianche (Details)             | 0300   | Mathieu van der Poel (AFC)  |
| 7.–14. März                   | Paris–Nizza (Details)                | 0500   | Maximilian Schachmann (BOH) |
| 10.–16. März                  | Tirreno–Adriatico (Details)          | 0500   | Tadej Pogačar (UAD)         |
| 20. März                      | Mailand–Sanremo (Details)            | 0500   | Jasper Stuyven (TFS)        |
| 22.–28. März                  | Katalonien-Rundfahrt (Details)       | 0500   | Adam Yates (IGD)            |
| 24. März                      | Driedaagse Brugge-De Panne (Details) | 0300   | Sam Bennett (DQT)           |
| 26. März                      | E3 Harelbeke (Details)               | 0400   | Kasper Asgreen (DQT)        |
| 28. März                      | Gent–Wevelgem (Details)              | 0400   | Wout Van Aert (TJV)         |
| 31. März                      | Dwars door Vlaanderen (Details)      | 0300   | Dylan van Baarle (IGD)      |
| 4. April                      | Flandern-Rundfahrt (Details)         | 0500   | Kasper Asgreen (DQT)        |
| 5.–10. April                  | Baskenland-Rundfahrt (Details)       | 0500   | Primož Roglič (TJV)         |
| 18. April                     | Amstel Gold Race (Details)           | 0500   | Wout Van Aert (TJV)         |
| 21. April                     | La Flèche Wallonne (Details)         | 0400   | Julian Alaphilippe (DQT)    |
| 25. April                     | Lüttich–Bastogne–Lüttich (Details)   | 0500   | Tadej Pogačar (UAD)         |
| 27. April – 2. Mai            | Tour de Romandie (Details)           | 0500   | Geraint Thomas (IGD)        |
| 8.–30. Mai                    | Giro d’Italia (Details)              | 0850   | Egan Bernal (IGD)           |
| 30. Mai–6. Juni               | Critérium du Dauphiné (Details)      | 0500   | Richie Porte (IGD)          |
| 6.–13. Juni                   | Tour de Suisse (Details)             | 0500   | Richard Carapaz (IGD)       |
| 26. Juni.–18. Juli            | Tour de France (Details)             | 1000   | Tadej Pogačar (UAD)         |
| 31. Juli                      | Clásica San Sebastián (Details)      | 0400   | Neilson Powless (EFN)       |
| 9.–15. August                 | Polen-Rundfahrt (Details)            | 0500   | João Almeida (DQT)          |
| 14. Aug.–5. Sep.              | Vuelta a España (Details)            | 0850   | Primož Roglič (TJV)         |
| (15. August)                  | Cyclassics Hamburg                   | 0400   | abgesagt                    |
| 29. August                    | Bretagne Classic (Details)           | 0400   | Benoît Cosnefroy (ACT)      |
| 30. August – 5. September     | / Benelux Tour (Details)             | 0500   | Sonny Colbrelli (TBV)       |
| (10. September)               | GP de Québec                         | 0500   | abgesagt                    |
| (12. September)               | GP de Montréal                       | 0500   | abgesagt                    |
| 19. September (1. Mai)        | Eschborn–Frankfurt (Details)         | 0300   | Jasper Philipsen (AFC)      |
| 3. Oktober (11. April)        | Paris–Roubaix (Details)              | 0500   | Sonny Colbrelli (TBV)       |
| 9. Oktober                    | Il Lombardia (Details)               | 0500   | Tadej Pogačar (UAD)         |
| (14.–19. Oktober)             | Gree-Tour of Guangxi                 | 0300   | abgesagt                    |

## Teams
Am 23. Dezember 2020 gab die UCI die Registrierung von 19 UCI WorldTeams für die Saison 2021 bekannt, darunter Intermarché-Wanty-Gobert Matériaux, das die WorldTeam-Lizenz des aufgelösten CCC Teams erworben hatte. Außerdem wurden 19 UCI ProTeams lizenziert. Unter den Bewerbern für eine Lizenz als UCI ProTeam qualifizierte sich Alpecin-Fenix für Pflichteinladungen bei allen Wettbewerben und das Team Arkéa-Samsic für Pflichteinladungen bei allen WorldTour-Eintagesrennen.
| Name (UCI-Code)                          | Betreiber                        | Nationalität                 | Radhersteller    |
| ---------------------------------------- | -------------------------------- | ---------------------------- | ---------------- |
| AG2R Citroën Team (ACT)                  | EUSRL France Cyclisme            | Frankreich                   | BMC              |
| Astana-Premier Tech (AST)                | Olympus Sarl                     | Kasachstan                   | Wilier Triestina |
| Bahrain Victorious (TBV)                 | Bahrain World Tour Cycling Team  | Bahrain                      | Merida           |
| Bora-hansgrohe (BOH)                     | Ralph Denk pro cycling GmbH      | Deutschland                  | Specialized      |
| Cofidis (COF)                            | Cofidis Compétition EUSRL        | Frankreich                   | De Rosa          |
| Deceuninck-Quick-Step (DQT)              | Decolef lux sarl                 | Belgien                      | Specialized      |
| EF Education-Nippo (EFN)                 | Slipstream Sports, LLC           | Vereinigte Staaten           | Cannondale       |
| Groupama-FDJ (GFC)                       | Société de Gestion de L'Echappée | Frankreich                   | Lapierre         |
| Ineos Grenadiers (IGD)                   | Tour Racing Limited              | Vereinigtes Königreich       | Pinarello        |
| Intermarché-Wanty-Gobert Matériaux (IWG) | Want You Cycling                 | Belgien                      | Cube             |
| Israel Start-Up Nation (ISN)             | Cycling Academy Ltd.             | Israel                       | Factor           |
| Jumbo-Visma (TJV)                        | Team Oranje Road BV              | Niederlande                  | Cervélo          |
| Lotto Soudal (LTS)                       | Belgian Cycling Project          | Belgien                      | Ridley           |
| Movistar Team (MOV)                      | Abarca Sports S.L.               | Spanien                      | Canyon Bicycles  |
| Team BikeExchange (BEX)                  | GreenEdge Cycling                | Australien                   | Bianchi          |
| Qhubeka Assos / Qhubeka NextHash (TQA)   | Ryder Cycling                    | Südafrika                    | BMC              |
| Team DSM (DSM)                           | SMS Cycling B.V.                 | Deutschland                  | Scott            |
| Trek-Segafredo (TFS)                     | Trek Factory Racing              | Vereinigte Staaten           | Trek             |
| UAE Team Emirates (UAD)                  | CGS Cycling Team AG              | Vereinigte Arabische Emirate | Colnago          |

→ Zu den UCI ProTeams 2021 siehe UCI ProSeries 2021#Teams